# Tibetische Tierkreiszeichen

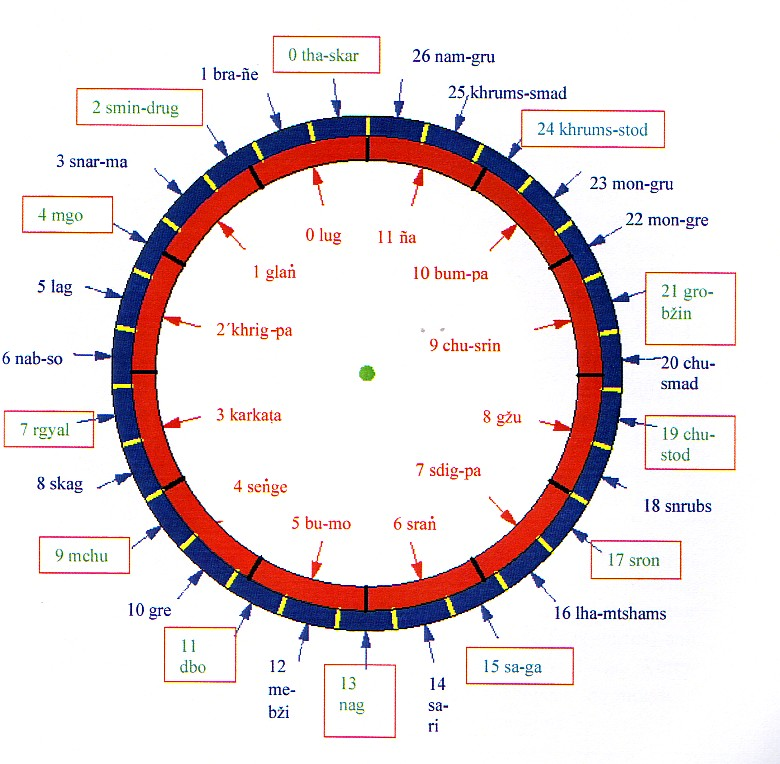
Die tibetische Aufteilung der Ekliptik in 12 Tierkreiszeichen (rot) und 27 Mondhäuser (blau)

Die zwölf tibetischen Tierkreiszeichen (tib.: khyim bcu gnyis) ergeben sich in der tibetischen Astronomie durch die Aufteilung der Ekliptik in zwölf gleich große Teile zu je 30° (= 1 khyim), ein tibetisches Winkelmaß, das neben der Aufteilung der Ekliptik in 27 Mondhäuser zu je 27°20’ (= 1 rgyu skar) von Bedeutung war.
Das System der Tierkreiszeichen wurde insbesondere zur Beschreibung der Stellung der Sonne zur Zeit der Sonnenwenden und der Tagundnachtgleichen benutzt.
Für den tibetischen Kalender war zudem die Berechnung der Zeitpunkte des Eintritts der Sonne in ein Tierkreiszeichen wichtig.
Die Berechnung der Zeitpunkte und Zeitdauer (tibetisch dus-sbyor) des Aufgangs der einzelnen Tierkreiszeichen, die in diesem Zusammenhang als Aszendenten bezeichnet werden, stand für die tibetische Astrologie im Vordergrund.
Eine Verbindung der Tierkreiszeichen mit der Vorstellung bestimmter Sternbilder wurde, anders als bei den Mondhäusern, in der tibetischen Astronomie nicht konkret erörtert.

## Liste der tibetischen Tierkreiszeichen
| Zählung | Tibetische Bezeichnung | Übersetzung          | Zeichen (Alle Abbildungen nach Vaiḍūrya dkar-po) | Sonstige Bezeichnungen | Sternbild |
| ------- | ---------------------- | -------------------- | ------------------------------------------------ | ---------------------- | --------- |
| 0       | lug                    | Schaf                |                                                  | Aries, Widder          |           |
| 1       | glang                  | Stier                |                                                  | Taurus, Stier          |           |
| 2       | ’khrig pa              | Sexuelle Vereinigung |                                                  | Gemini, Zwillinge      |           |
| 3       | karkaṭa                | Frosch               |                                                  | Cancer, Krebs          |           |
| 4       | seng ge                | Löwe                 |                                                  | Leo, Löwe              |           |
| 5       | bu mo                  | Mädchen              |                                                  | Virgo, Jungfrau        |           |
| 6       | srang                  | Waage                |                                                  | Libra, Waage           |           |
| 7       | sdig pa                | Skorpion             |                                                  | Scorpio, Skorpion      |           |
| 8       | gzhu                   | Bogen                |                                                  | Sagittarius, Schütze   |           |
| 9       | chu srin               | Seeungeheuer         |                                                  | Capricorn, Steinbock   |           |
| 10      | bum pa                 | Vase, Kanne          |                                                  | Aquarius, Wassermann   |           |
| 11      | nya                    | Fische               |                                                  | Pisces, Fische         |           |